# Melibea (oceánide)
En la mitología griega, Melibea  (griego antiguo Μελίβοια) era una oceánide, hija de Océano y Tetis.  Fue madre con el rey arcadio Pelasgo de Licaón En otra variante diferente se dice que fue amante del dios fluvial Orontes, quien detuvo sus aguas por amor a ella, inundando la tierra.